# Cleora toulgoetae
Cleora toulgoetae là một loài bướm đêm trong họ Geometridae.